# Ренді Робітайл
Ренді Робітайл (англ. Randy Robitaille; 12 жовтня 1975, м. Ошава, Канада) — канадський хокеїст, центральний нападник.  
Виступав за Університет Маямі (NCAA), «Бостон Брюїнс», «Провіденс Брюїнс» (АХЛ), «Нашвілл Предаторс», «Мілвокі Адміралс» (ІХЛ), «Лос-Анджелес Кінгс», «Манчестер Монаркс» (АХЛ), «Піттсбург Пінгвінс», «Нью-Йорк Айлендерс», «Атланта Трешерс», «ЦСК Лайонс», «Міннесота Вайлд», «Філадельфія Флайєрс», «Оттава Сенаторс», «Локомотив» (Ярославль), ХК «Лугано», «Сан-Антоніо Ремпідж» (АХЛ), «Металург» (Новокузнецьк) та «Донбас» (обидва КХЛ).
В чемпіонатах НХЛ — 531 матч (84+172), у турнірах Кубка Стенлі — 13 матчів (1+4). У чемпіонатах Швейцарії — 116 матчів (39+121), у плей-оф — 25 матчів (4+19).
Досягнення
- Вволодар Континентального кубка (2013)
- Володар Кубка Колдера (1999)

Нагорода
- Нагорода Леса Каннінгема (1999)